# Alexandra Bellow
Pour les articles homonymes, voir Bellow.
Alexandra Bellow (née Alexandra Bagdasar) née le 30 août 1935 et morte le 2 mai 2025, est une mathématicienne roumaine, qui a apporté des contributions dans les domaines de la théorie ergodique, de la probabilité et de l'analyse.

## Biographie
Alexandra Bellow est née à Bucarest en Roumanie, le 30 août 1935. Ses parents étaient tous deux médecins. Sa mère, Florica Bagdasar, était une psychiatre pour enfants. Son père, Dumitru Bagdasar (ro), était un neurochirurgien qui a fondé l'école roumaine de neurochirurgie, après avoir obtenu sa formation à Boston, à la clinique du pionnier mondial de la neurochirurgie, le Dr Harvey Cushing. Elle a reçu son M. Sc. en mathématiques de l'Université de Bucarest en 1957, où elle a rencontré et épousé son premier mari, Cassius Ionescu-Tulcea (de). Elle a accompagné son mari aux États-Unis en 1957 et a reçu son doctorat de Yale en 1959 sous la direction de Shizuo Kakutani. Après l'obtention de son diplôme, elle a travaillé comme associée de recherche à l'université Yale à partir de 1959 et jusqu'en 1961, et en tant que professeur assistant à l'Université de Pennsylvanie de 1962 à 1964. De 1964 jusqu'en 1967, elle a été professeure associée à l'Université de l'Illinois. En 1967, elle part à l'Université Northwestern en tant que professeure de mathématiques. Elle reste à Northwestern jusqu'à sa retraite en 1996, quand elle a été nommée professeure émérite.
Lors de son mariage avec Cassius Ionescu Tulcea (1956-1969), elle et son mari ont écrit un certain nombre d'articles, ainsi que la monographie sur la théorie du relèvement (en).
Le deuxième mari d'Alexandra Bellow était l'auteur Saul Bellow, qui a reçu le Prix Nobel en 1976, soit au cours de ce mariage (1975-1985). Alexandra apparaît dans les écrits de Bellow ; elle est décrite avec amour, dans son mémoire To Jerusalem and Back (1976), puis de façon plus critique dans son roman The Dean's December (en) (1982), et de façon satirique dans son dernier roman Ravelstein (en) (2000) - qui a été écrit plusieurs années après leur divorce,.
La décennie des années 1990 a été pour Alexandra une période d'épanouissement personnel et professionnel, entraînée par son mariage, en 1989, avec le mathématicien Alberto Calderón,.

## Travaux mathématiques
Certains de ses premiers travaux ont porté sur les propriétés et les conséquences du relèvement. La théorie du relèvement, qui avait commencé avec les articles pionniers de John von Neumann et, plus tard, de Dorothy Maharam, est devenue une théorie propre dans les années 1960 et 70 avec les travaux de Ionescu Tulceas et a fourni le traitement définitif de la théorie de la représentation des opérateurs linéaires résultant de la probabilité, le processus de désintégration de mesures. La monographie Topics in the theory of liftings est devenue une référence standard dans ce domaine.
Par l'application d'un relèvement à un processus stochastique, A. Ionescu Tulcea et C. Ionescu Tulcea ont obtenu un processus « séparable »; ce qui donne rapidement la preuve du théorème de Dood sur l'existence d'une modification séparable d'un processus stochastique (également une manière « canonique » d'obtenir la modification séparable).
Par l'application d'un relèvement à une fonction « faiblement » mesurable à valeurs dans un espace de Banach faiblement compact, on obtient une fonction fortement mesurable, ce qui donne une preuve en une seule ligne du théorème classique de Phillips  (également une manière « canonique » d'obtenir la version fortement mesurable),.
Au début des années 1960, elle a travaillé avec C Ionescu Tulcea sur des martingales prenant leurs valeurs dans un espace de Banach. Dans un certain sens, ce travail a lancé l'étude des martingales vectorielles, avec la première preuve de la convergence « forte » presque partout de martingales prenant leurs valeurs dans un espace de Banach avec (ce qui plus tard est devenu connu comme) la propriété de Radon–Nikodym ; ce qui, en passant, a ouvert les portes à un nouveau domaine d'analyse, la géométrie des espaces de Banach. Ces idées ont ensuite été étendues par Bellow à la théorie des « amarts uniformes » (dans le cadre des espaces de Banach, les amarts uniformes sont la généralisation naturelle des martingales, quasi-martingales et possèdent de remarquables propriétés de stabilité, comme l'option d'échantillonnage), maintenant un chapitre important dans la théorie des probabilités.
Au début des années 1980 Bellow a commencé une série d'articles qui a apporté un regain à cet important domaine de la théorie ergodique traitant des théorèmes limites et de la délicate question de la convergence ponctuelle presque partout. Ceci a été accompli en exploitant de l'interaction entre la probabilité et l'analyse harmonique, dans le contexte moderne (le théorème central limite, les principes de transfert, les fonctions carrées et d'autres techniques intégrales singulières font désormais partie du quotidien de l'arsenal des personnes travaillant dans ce domaine de la théorie ergodique) et en attirant un certain nombre de mathématiciens talentueux qui ont été très actifs dans ce domaine.
Elle a proposé deux problèmes au congrès d'Oberwolfach sur « la théorie de la mesure » en 1981, dont un problème a été résolu (dans certains cas) plusieurs années plus tard par Jean Bourgain, qui a reçu la médaille Fields en 1994, dans le cadre de ce travail en théorie ergodique.
Plusieurs mathématiciens ont, dans leurs articles, répondu aux questions soulevées par A. Bellow, notamment :
- J. Bourgain, « On the maximal ergodic theorem for certain subsets of the integers », Israel Journal Math., vol. 61, no 1,‎ 1988, p. 39–72 (DOI 10.1007/bf02776301, lire en ligne)
- M. A. Akcoglu, A. del Junco et W. M. F. Lee, « A solution to a problem of A. Bellow », Almost everywhere convergence II, Academic Press,‎ 1991, p. 1–7 (lire en ligne)
- Vitaly Bergelson, J. Bourgain et M. Boshernitzan, « Some results on non-linear recurrence », Journal d'Analyse Math., vol. 62, no 72,‎ 1994, p. 29–46 (lire en ligne)

La « propriété de balayage forte », une notion formalisée par A. Bellow, joue un rôle dans ce domaine de recherche.

## Prix et distinctions
De 1977 à 1980 elle est membre du Comité de visite du Département de mathématiques de l'Université Harvard.
En 1980 elle reçoit le Fairchild Distinguished Scholar Award, de Caltech, en 1987 elle est lauréate du Prix de recherche Humboldt, décerné par la Fondation Alexander von Humboldt, à Bonn, en Allemagne.
En 1991 elle est lauréate de la Conférence Noether.
En 1997 est organisée une conférence internationale en l'honneur d'Alexandra Bellow, à l'occasion de son départ à la retraite, à l'Université Northwestern, du 23 au 26 octobre 1997. Un compte rendu de cette conférence a été publié dans un numéro spécial de l'Illinois Journal of Mathematics, à l'automne 1999, Vol. 43, no 3.
En 2017 elle est élue fellow de l'American Mathematical Society « pour ses contributions à l'analyse, en particulier la théorie ergodique et la théorie de la mesure, et pour l'exposition ».

## Activités éditoriales
De 1974 à 1977 elle est rédactrice en chef de Transactions of the American Mathematical Society]. De 1980 à 1982 elle est rédactrice en chef adjoint des Annals of Probability et depuis 1979 rédactrice en chef adjoint des Advances in Mathematics.